# 麻古
麻古也称麻谷、谷子、麻果，缅甸等地区也称雅巴、疯药、马药，是毒品的一种，属于冰毒的加工品。名称来自该毒品的泰语音译。其主要成分为甲基苯丙胺（冰毒）、咖啡因等。多为药片状，添加色素香料程不同颜色和香味。麻谷是用制造冰毒的废料制作，因此其毒性逊于冰毒。

## 作用机制
這種藥原產於緬甸撣邦，最初是給當地工作馬匹服用的藥物使牠們不易疲勞。後來成為一種在東南亞流行的毒品，通常是口服食用。另一種常見的方法叫做“追龍”，將雅巴放在錫箔上並從下面加熱。隨著片劑的熔化，蒸氣升高並被吸入。也可以通過將片劑粉碎成粉末來施用，然後將其與溶劑一起嗅或混合併注射。當以藥丸形式吞服時，藥物效果的持續時間為8-16小時，而抽煙時為1-3小時，藥物效應的最高點之後是持續6-10小時的下降時間，在此期間用戶可能難以睡覺或進食。許多用戶報告說，服用後需要24小時才能入睡。

## 影响
此种毒品直接作用于人的中枢神经系统，有迷幻作用，含毒性，吸食后呈现健谈、性欲亢进等生理上的反应，甚至容易将隐私说出，故俗称“强奸药”、“唠嗑药”、“抢劫药”等，心脏有问题者服用后可导致休克或突然死亡。成瘾性很强，对社会造成很大危害。使用这类毒品往往使用特制烟壶将其雾化以供吸食，俗称溜果子。

## 判罚

### 中国大陆
在司法实践中，对于“麻古”按照等同于甲基苯丙胺，以重量而不以纯度确定犯罪数量。这是根据中华人民共和国最高人民法院《全国部分法院审理毒品犯罪案件工作座谈会纪要》第五部分毒品含量鉴定和混合型、新类型毒品案件处理“对于毒品中含有海洛因、甲基苯丙胺的，应以海洛因、甲基苯丙胺分别确定其毒品种类”。麻谷的主要功能成分是甲基苯丙胺，因此涉案的麻谷按照其重量等同于甲基苯丙胺处以刑罚。